# La riada
La riada es una obra de teatro de Julia Maura, estrenada en 1956.

## Argumento
La obra comienza con el entierro de Don Victor, un hombre mujeriego, por lo que se sospecha que pudo haber sido asesinado por algún marido, cuya mujer le fue infiel con el.A dicho entierro acude Elisa, provocando todo tipo de murmuraciones, incluso en su marido Antonio, que cree que su mujer también le pudo haber engañado, lo que le lleva a asesinar a Braulio, pensando en el como amante de su mujer.Finalmente, se descubre que la asesina de Don Victor fue una sirviente ala que quiso forzar.Elisa lamenta la muerte del inocente Braulio.

## Estreno
- Teatro Maria Guerrero, Madrid, 23 de abril de 1956.
  - Dirección: Claudio de la Torre.
  - Escenografía: Emilio Burgos.
  - Intérpretes: Elvira Noriega (Elisa), Carmen Seco (Micaela), Mari Campos (Ines) , Ángel Picazo (Antonio), Fernando Nogueras, Pastor Serrador, Amelia de la Torre, Luisa Sala.